# Francia Kiss Károly
Francia Kiss Károly, Franczia Kiss (Kecskemét, 1854. május 13. – Budapest, Ferencváros, 1914. január 28.) református főgimnáziumi tanár.

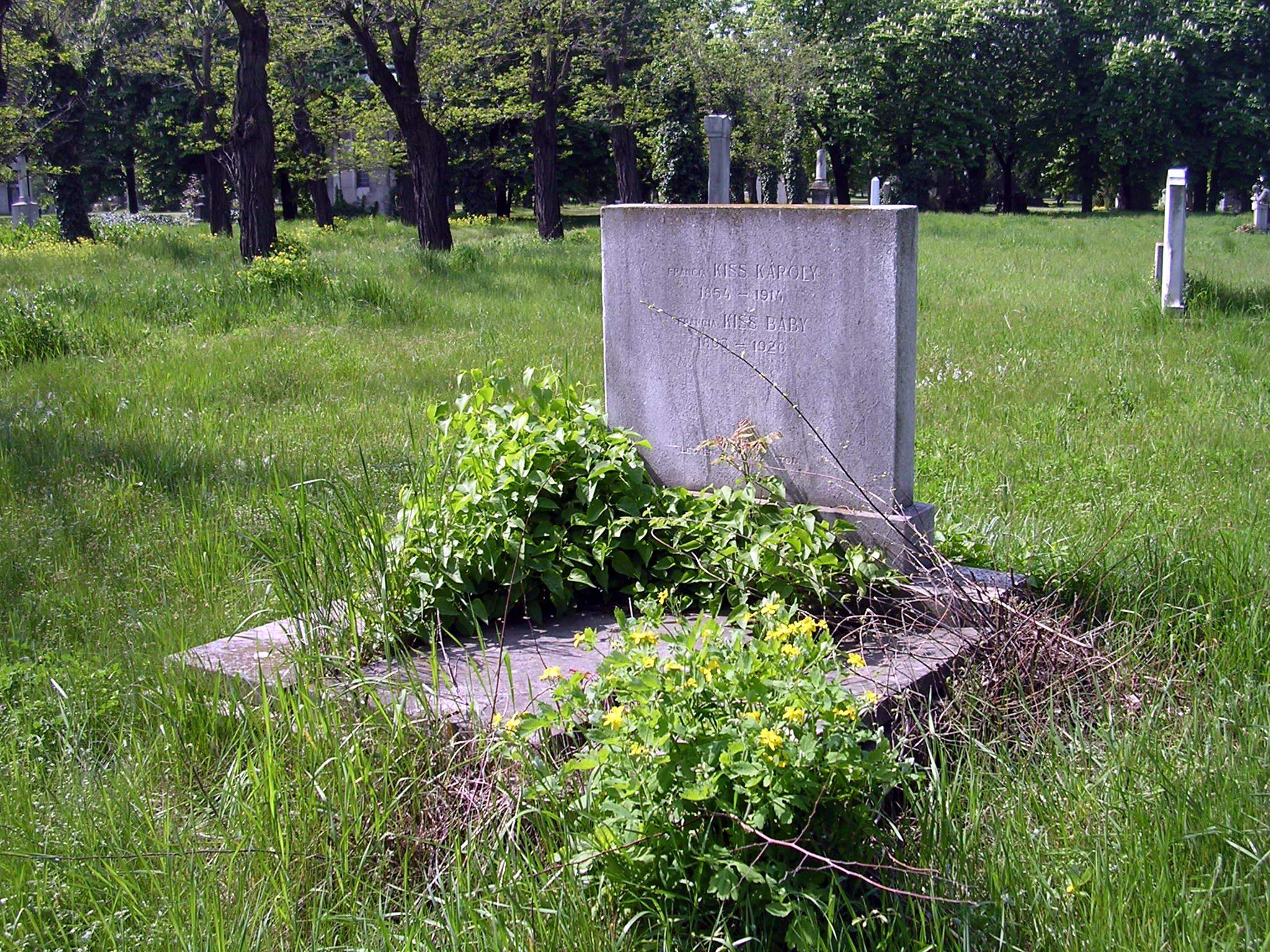
Sírja a Fiumei úti sírkertben 2006-ban

## Élete
Franczia Kiss Sándor és Sárközy Judit fiaként született. A kecskeméti református kollégiumban tanult; a bölcseleti fakultást a budapesti egyetemen végezte. 1882. április 29-én tanári képesítést nyert mennyiségtanból és természettanból. 1874. szeptember 23-án mint egyéves önkéntes belépett a 38. sz. Molinári ezredbe; 1878–1879-ben Bosznia okkupációja alkalmával részt vett a Podgorica, Kospic és Novi Brka alatt vívott ütközetekben és a hadi érmet kapta. 1884-ben a magyar királyi honvédséghez helyezték át, ahol még azon évben hadnaggyá, 1889. október 28-án főhadnaggyá nevezték ki. (1897. december 31-én a honvédség kötelékéből kilépett) 1882. szeptember 1-től 1886. júniusig a Röser-féle polgári és közép kereskedelmi iskolában mint rendes, 1884-ben a budapesti VIII. kerületi községi reáliskolánál mint helyettes, 1885-86-ban a VI. kerületi polgári és kereskedelmi iskolánál mint óraadó tanár működött. 1883-85-ben ösztöndíjas volt a budapesti magyar királyi tanárképző-intézet gyakorló iskolájában. 1886. szeptember 1-től a budapesti református főgimnázium tanára volt. Halálát idült veselob okozta. A Fiumei úti sírkertben nyugszik (9. parcella, 0. szakasz, 3. sor, 27. sír.) Felesége Birkl Ida volt.
Cikkei a Székesfehérvár és Vidékében (Helvetia szőllőtelep Kecskeméten, cikksorozat, amelyben a filoxéra által elszegényedett szőlőmunkásokat törekszik megnyerni arra, hogy Kecskemétre telepedjenek inkább, mint kivándoroljanak), a Kecskeméti Lapokban (A székesfehérvári vízvezeték.)

## Munkái
- Symmetricus fügvények elmélete. Bpest, 1882.
- Mértan a középiskolák felső osztályai számára. Uo. 1893. (2. kiadás. Bpest, 1898.)
- Algebra a középiskolák számára. Uo. 1894. (2. kiadás, Uo. 1895.)
- Tizenhárom új képlet a tizesszámok négyzetének meghatározásaira. Uo. 1894.
- Számtan a középiskolák alsó osztályai számára, Uo. 1896. (2. kiadás, Uo. 1897.)